# Abaris (Dolione)
Abaris (altgriechisch Ἄβαρις Ábaris) ist eine Gestalt der Griechischen Mythologie.
Laut den Argonautica des römischen Dichters Gaius Valerius Flaccus war er ein Angehöriger des Thrakerstammes der Dolionen. Diese siedelten im kleinasiatischen Mysien im Gebiet der Stadt Kyzikos. Abaris war ein Gefährte des Dolionenkönigs Kyzikos und wurde vom Anführer der Argonauten, Iason, getötet.